# Pla Andinia

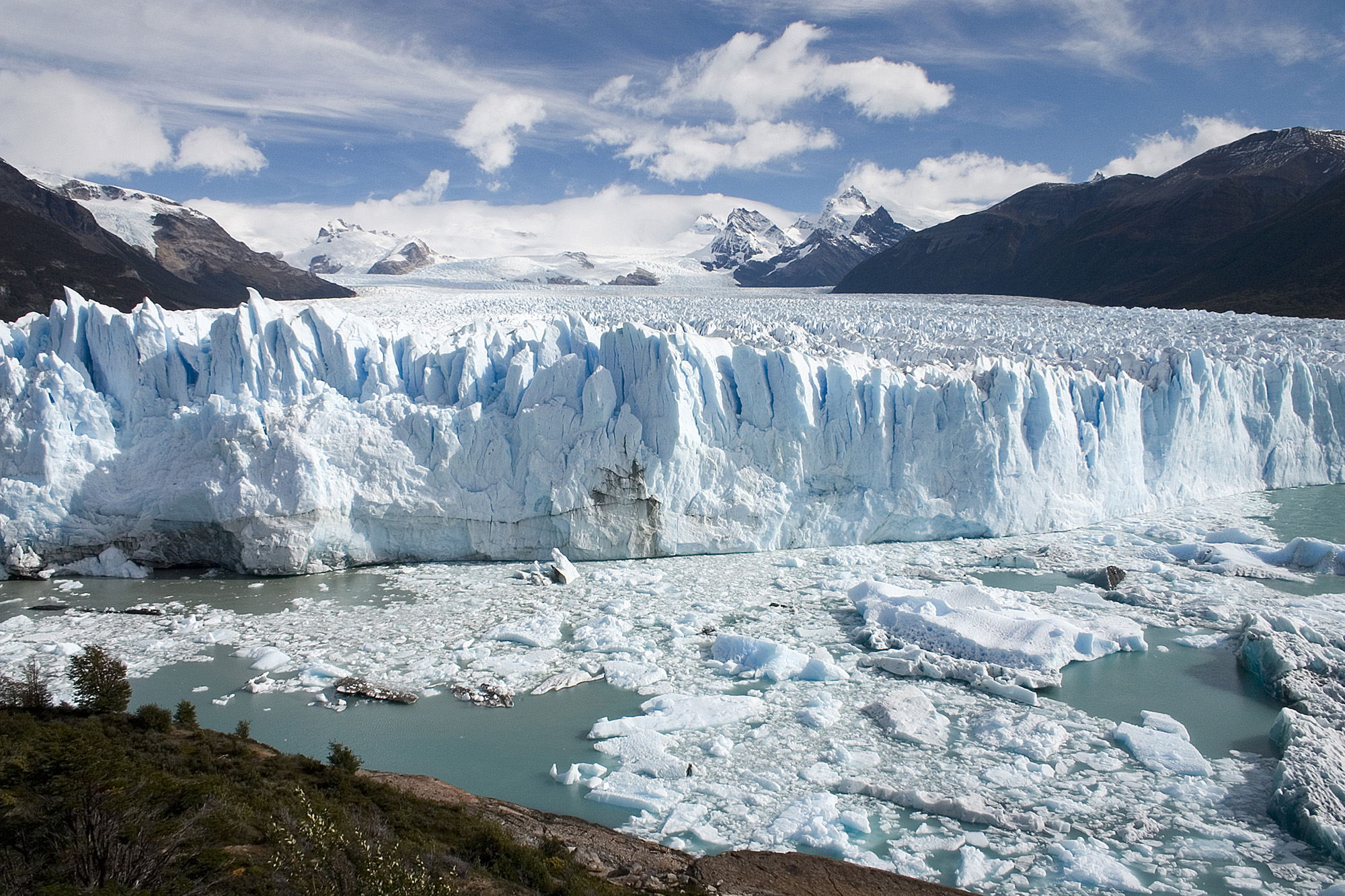
Glacera Perito Moreno, Patagònia

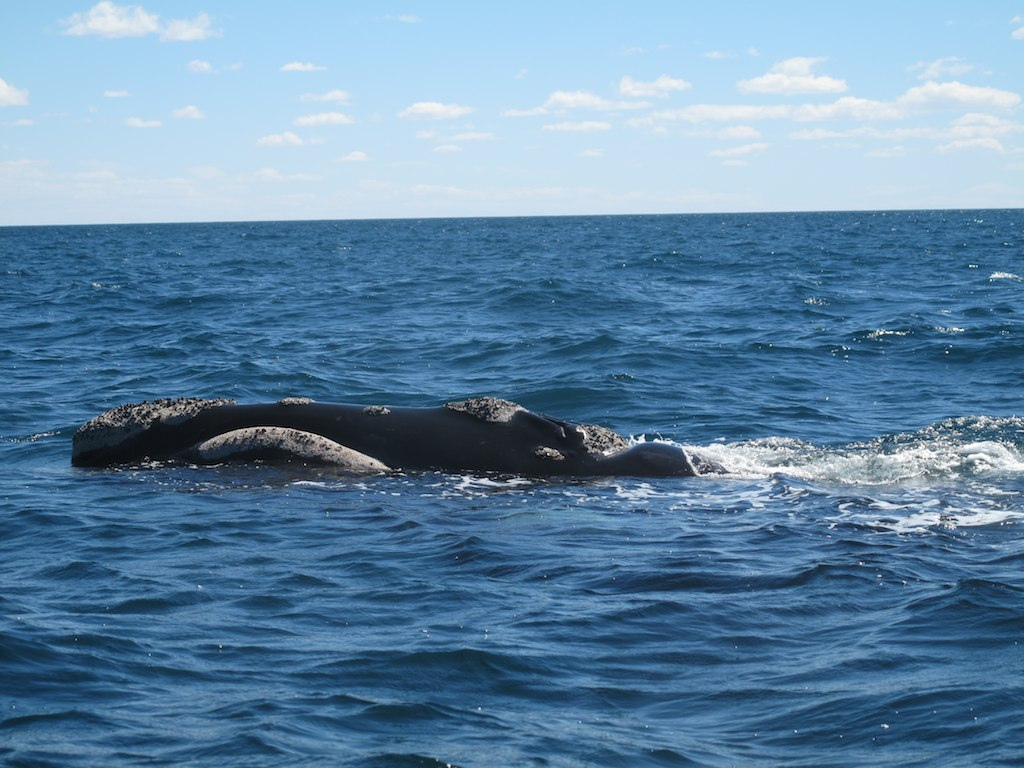
Balenes a la Patagònia

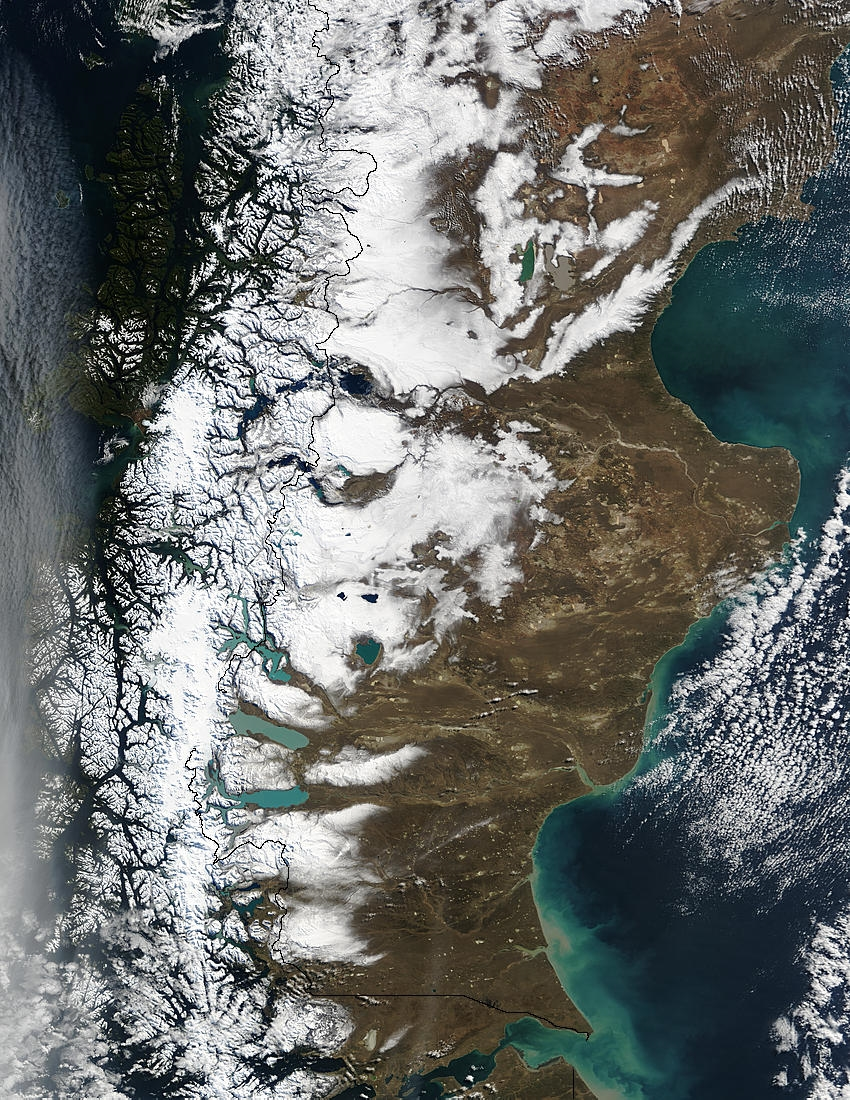
La Patagònia vista des d'un satèl·lit.

El Pla Andinia és una teoria conspirativa sobre un possible pla sionista, que fou divulgada en l'any 1971 pel professor d'economia de la Universitat de Buenos Aires, Walter Beveraggi Allende, en aquesta teoria s'actualitzen i es recuperen les acusacions antisemites dels protocols dels savis de Sió. Quatre anys més tard de la publicació del Pla Andinia, va tenir lloc el cop d'estat de la junta militar dirigida pel general argentí Jorge Rafael Videla.

## Descripció del pla
Segons aquesta teoria conspirativa, el pla es tractaria d'un suposat complot per desmembrar la Patagònia de l'Argentina i de Xile i crear-hi un altre Estat jueu. Encara que aquesta teoria és relativament recent, té com a base l'esment que Theodor Herzl (1882) va fer en el seu llibre L'Estat jueu (Der Judenstaat) sobre la possibilitat de comprar terres a Palestina o a l'Argentina per a la creació d'un Estat jueu. La teoria de la conspiració sosté que el pla va veure la llum al Congrés Sionista Internacional de Basilea, Suïssa, el 1897. Se suposa que la creació de Andinia al territori patagónic es portaria endavant gràcies als mateixos mètodes usats per a la creació de l'Estat d'Israel.
En realitat, l'opció de crear un estat jueu a la Patagònia va ser descartat ràpidament per inviable. El Sisè Congrés Sionista de 1904 es va concentrar en la discussió sobre si calia seguir demandant Palestina o acceptar la proposta britànica, formalitzada el 25 de gener de 1904, de 5.000 milles quadrades a Àfrica Oriental (avui Uganda). L'abril del 1904 la possibilitat d'Uganda ja s'havia evaporat, i al juliol de 1904 Theodore Herzl va morir.
Entre les mesures per dur endavant el suposat Pla Andinia, s'esmenten les següents:
- Migració en massa a l'Argentina
- La compra d'una gran extensió de terra a l'Argentina, per part de la Jewish Colonization Association, fundada per Edmond de Rothschild, amb la seva seu central a la ciutat de Londres, Anglaterra.

No existeixen proves sobre l'existència d'aquest suposat pla per annexar aquest territori o algun altre sota el control d'un poder relacionat amb Israel o la comunitat jueva internacional. Malgrat això, hi ha qui insisteixen aportar suposades proves que han quedat desacreditades en l'actualitat, quedant en la categoria de les teories conspiratives. L'existència d'aquest Pla Andinia, amb un altre tipus de teories conspiratives com la negació de l'Holocaust, habitualment formen part de proclames antisemites i neonazis.
El 2003, el llavors cap de l'Exèrcit Argentí, el general Roberto Bendini, es va veure embolicat en una polèmica després de transcendir supòsits esmentats seus a estudiants de l'Escola de Guerra sobre el Pla Andinia. Diferents associacions jueves com l'AMIA, van emetre protestes, i el govern va haver de publicar un desmentiment oficial.